# جارد إيفان
جارد إيفان (بالإنجليزية: Jared Evan)‏ هو مغن مؤلف أمريكي، ولد في 21 سبتمبر 1989 في نك الكبرى ‏ في الولايات المتحدة.

## وصلات خارجية
- الموقع الرسمي
- جارد إيفان على موقع ميوزك برينز (الإنجليزية)
- جارد إيفان على موقع ديسكوغز (الإنجليزية)